# Albert Sáez i Casas
Albert Sáez i Casas (Barcelona, 1965) és un periodista català. Doctor en periodisme per la Universitat Ramon Llull, ha exercit de professor i vicedegà de la Facultat de Comunicació Blanquerna. Actualment és el director de El Periodico de Catalunya.

## Biografia
Ha treballat a Televisió de Catalunya, Catalunya Ràdio i El Observador. Ha estat director adjunt del diari Avui des del 1998 fins al 2006, quan va passar a formar part de l'equip editorial d'El Periódico de Catalunya. També ha col·laborat a les tertúlies de Ràdio Barcelona-Cadena SER, El matí de Catalunya Ràdio i Els matins. Va guanyar el premi Joan Maragall 2000 i ha publicat, entre d'altres, El futur del nacionalisme (2005); L'endemà de la independència (en col·laboració) (2005); El llenguatge cristià en la cultura de masses (2001); De la representació a la realitat. Propostes d'anàlisi del discurs mediàtic (1999); Què pensa Antoni Deig (1996). El 2014 va obtenir el premi Joan Fuster d'assaig per l'obra El periodisme després de Twitter. Notes per repensar un ofici.
Ha estat també vicepresident de l'Opinió Catalana, president del grup Gaziel, tresorer de la Societat Catalana de Comunicació de l'Institut d'Estudis Catalans, membre dels patronats de la revista Cavall Fort, de la Fundació Joan Maragall, de la Fundació Cassià Maria Just i de la Fundació del Baròmetre de la Cultura i la Comunicació, a més de membre del jurat del Premis Ciutat de Barcelona de Periodisme (2000 – 2005).
Professor titular de Sociologia de la Comunicació a la Facultat de Comunicació Blanquerna. Ha estat també professor convidat als Estudis de Periodisme de la Universitat Pompeu Fabra i consultor a la Universitat Oberta de Catalunya. Ha estat vicerector de la Universitat Ramon Llull encarregat de l'adaptació a l'Espai Europeu d'Educació Superior.
El 19 de desembre de 2006 va ser nomenat secretari de Mitjans de Comunicació del Departament de Cultura i Mitjans de Comunicació, de la Generalitat de Catalunya. El 23 de gener de 2008 va ser elegit president del consell de govern de la Corporació Catalana de Mitjans Audiovisuals. Va firmar l'acord amb RTVE per compartir els partits de la Lliga de Campions durant tres temporades, amb Mediapro per emetre a Catalunya els partits de Lliga dels dissabtes, i va renovar els drets de la Fórmula 1. Fou president fins al març de 2010, quan renuncià al càrrec i s'incorporà de nou a El Periódico de Catalunya com a director adjunt. El 2015 l'ajuntament de Sitges li atorgà el Premi Ploma d'Or.
El 2 de Juny de 2020 va ser nomenat director de El Periodico de Catalunya. L'abril de 2024 fou nomenat nou director general de continguts de Prensa Ibérica.